# غل انجير (مقاطعة دالاهو)
غل انجير (بالفارسية: گل انجیر) هي قرية تقع في كرمانشاه في إيران. يقدر عدد سكانها بـ 76 نسمة بحسب إحصاء 2016.